# دلياسير سفلي (مقاطعة تشرام)
دلياسير سفلي (بالفارسية: دلیاسیر سفلی) هي قرية تقع في قسم سرفارياب الريفي (مقاطعة تشرام) في إيران. يقدر عدد سكانها بـ 76 نسمة .